# 第117飛行隊 (イスラエル空軍)
イスラエル空軍 第117飛行隊（117 Squadron） は、イスラエル航空宇宙軍で最初にジェット戦闘機（グロスター ミーティア）を運用した飛行隊である。このことから、別名としてファースト・ジェット・スコードロン（The First Jet Squadron）とも呼ばれる。
第117飛行隊はミーティア以降にも、イスラエル空軍がミラージュIII、F-16A/B、F-16C/Dを導入した際、これらの機種を最初に運用した飛行隊である。
1953年の創設から2020年まで戦闘機運用飛行隊として活動した後、2021年にF-35I "Adir"の訓練部隊に改編された。

## 歴史
第117飛行隊は、1953年6月にラマト・ダヴィド空軍基地で編成された。最初に2機の練習機型ミーティアT.7が配備され、8月には戦闘機型のミーティアF.8が2機追加配備された。第117飛行隊編成当初のパイロットとして、P-51Dマスタングの操縦で経験を積んだ第101飛行隊の要員が転属してきて対応した。1954年から1955年頃にかけては、スクランブル対応のため一時的にハツォール空軍基地を拠点としていた時期もあった。
1955年になると、イギリス空軍から放出された7機の写真偵察型ミーティアFR.9が追加配備され、このうち2機はそのまま写真偵察機となり、5機はF.8相当の戦闘機型として運用された。
1955年9月1日、ハツォール空軍基地を離陸した2機のミーティアが、エジプト空軍のバンパイア2機と交戦し、これを撃墜した。この撃墜は第一次中東戦争が終わった後のイスラエル空軍にとっての最初の撃墜記録となった。
1956年の夏頃になると、第117飛行隊は飛行学校での高等訓練を担当する役割を担うようになった。また、対地攻撃も任務に含まれるようになり、第117飛行隊のミーティアはそれまでの無塗装（ナチュラル･メタル）に代わり、迷彩塗装が施されるようになった。同じ頃、第117飛行隊は24機のF-86E"カナディア・セイバー"を運用する飛行隊に再編成する計画があったが、結局この機種は導入されず、計画は撤回された。
1956年10月になると、第117飛行隊はシナイでの作戦（第二次中東戦争）に備え、テルノフ空軍基地に移動した。10月29日の開戦の日、第117飛行隊のミーティアF.8およびFR.9は空挺部隊を載せてシナイ半島に侵入するDC-3／C-47輸送機のエスコートをおこなった。これ以降、第117飛行隊のミーティアはエジプト軍の地上部隊に対する対地攻撃任務を行い、また少数の写真偵察任務にも従事した。第117飛行隊はこの戦争中に約70回の出撃を行い、損失は無かった。
1957年にはベルギー空軍から放出された4機の"ミーティアT 7.5"が追加配備された。この機体は、ミーティアT.7の機体にF.8の尾部を取り付けたものであった。1958年には第115飛行隊が解散し、写真偵察機として使用されていたT.7が第117飛行隊に移管された。
第117飛行隊は1962年2月11日に一旦解隊された。練習機型のミーティアT.7/T.7.5は第110飛行隊に移管され、ボートゥール運用のための訓練用途に使用された。戦闘機型、偵察型のミーティアF.8/FR.9は第107飛行隊に移管された。
解隊から2ヵ月後の1962年4月に、第117飛行隊はミラージュIIICJを運用する飛行隊として再編成された。第117飛行隊はイスラエル空軍でミラージュIIIを配備した最初の飛行隊となった。
1967年6月の第三次中東戦争においては、第117飛行隊のミラージュIIIは最初にエジプト軍基地への奇襲攻撃を行い、続いてシリア軍、ヨルダン軍の拠点への攻撃をおこなった。第117飛行隊のミラージュIIIはこの戦争で12機の敵航空機を撃墜し、3機を失った（2機は対空砲火によるもの）。
消耗戦争期間にはエジプト軍、シリア軍の戦闘機との小競り合いが繰り返し発生しており、計97回の空中戦が行われ、イスラエル空軍全体で合計101機の敵航空機を撃墜している。この記録の多くはミラージュIIIによるものであった。そしてイスラエル空軍の損失はわずか5機であった。
1971年5月からはIAIによって開発されたネシェルの配備が始まり、ミラージュと併行して運用されるようになった。
1973年の第四次中東戦争では第117飛行隊は対シリア軍の作戦に従事し、55機のシリア空軍機を撃墜し、損失は1機のみであった。
第四次中東戦争の後、ミラージュIIIに近代化改修が施された。これはエンジン出力の強化、主翼のパイロンや空力特性改善などである。しかしながら1975年のクフィルC1の配備開始、1976年のF-15 Bazの導入開始により、ミラージュIIIやネシェルはイスラエル空軍において二線級任務に就くようになった。
1980年7月になると、第117飛行隊は22機のF-16A Netsを運用する飛行隊として再編された。この時も、第117飛行隊はイスラエル空軍でF-16を配備した最初の飛行隊であった。この年内に2機の複座型F-16Bも追加配備された。翌1981年4月にはシリア軍のMi-8ヘリコプター2機を撃墜し、7月14日にはシリア軍のMiG-21戦闘機2機を撃墜した。いずれもレバノン領内での戦闘であった。
1981年の6月7日には、イラクが建設中の原子炉に対する奇襲攻撃作戦（バビロン作戦）が実施され、第117飛行隊と第110飛行隊から、それぞれパイロット4名（計8名）、F-16A 4機（計8機）が作戦に参加した。爆装したF-16の護衛を第133飛行隊のF-15A 6機が担当した。
1982年6月4日には、第117飛行隊のF-16はレバノンの首都ベイルートにあったPLOの弾薬庫攻撃に参加した。その後に行われたガリラヤの平和作戦においても大規模に作戦参加し、シリア空軍のMiG-21やMiG-23と交戦した。
1986年の終わりから1987年にかけて、第117飛行隊のF-16A/Bは、23機のF-16C Block30 Barak 、および1機の複座型F-16D Block30 Brakeetに更新された。そしてこの時にもまた、第117飛行隊はイスラエル空軍でF-16C/Dを運用する最初の飛行隊となった。第117飛行隊が運用していたF-16A/Bは、ほぼ同じ時期に同じく運用機種をF-16C Block30に更新した第110飛行隊のF-16A/Bと共に、第140飛行隊および第253飛行隊に移管された。
イスラエル軍再編計画の一環として第117飛行隊は2020年9月に一旦解隊され、その後2021年7月6日にF-35I "Adir"の運用訓練部隊としてネバティム空軍基地で再編された。

## 画像

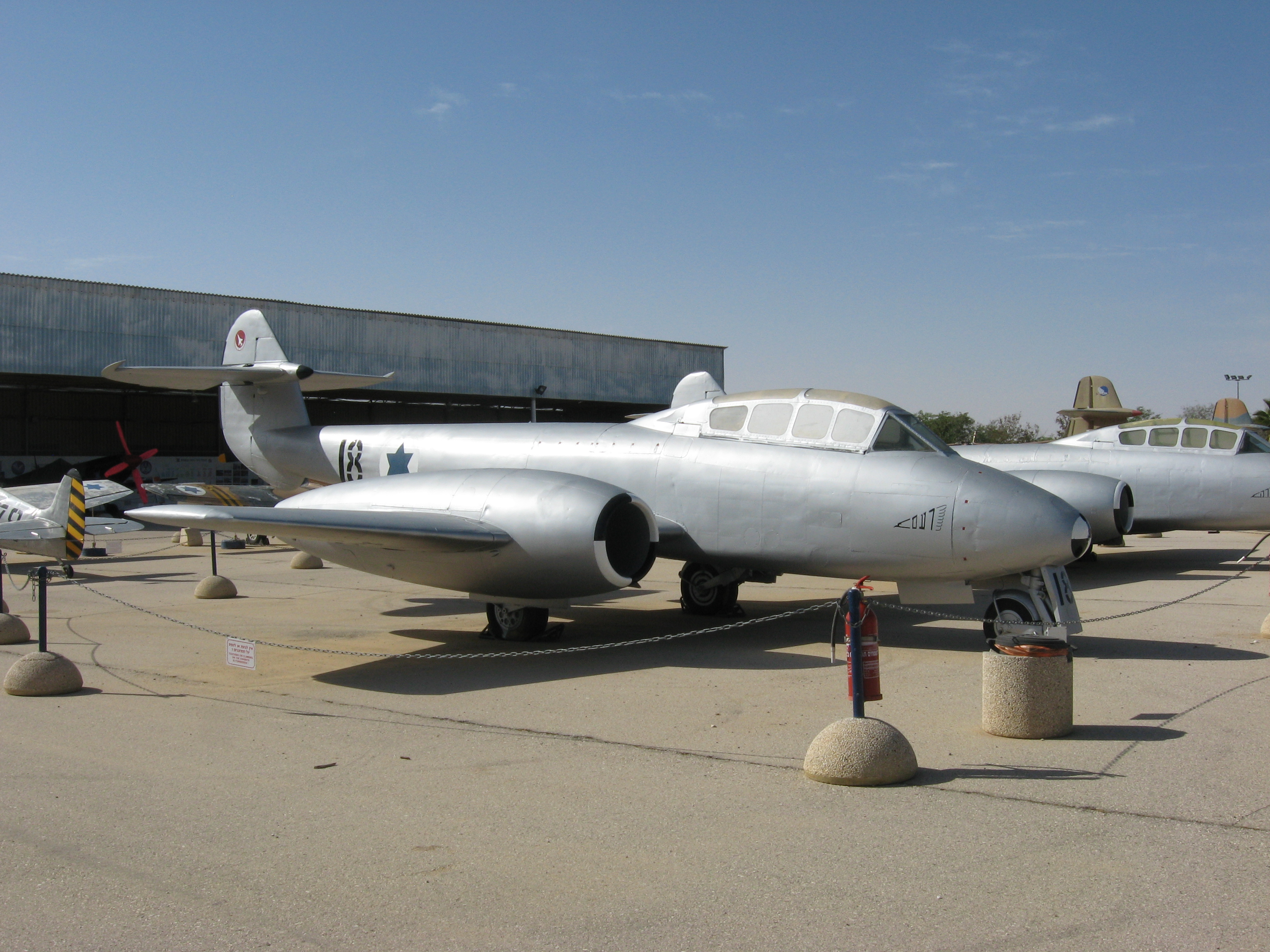
第117飛行隊のミーティアT.7 （イスラエル空軍博物館）
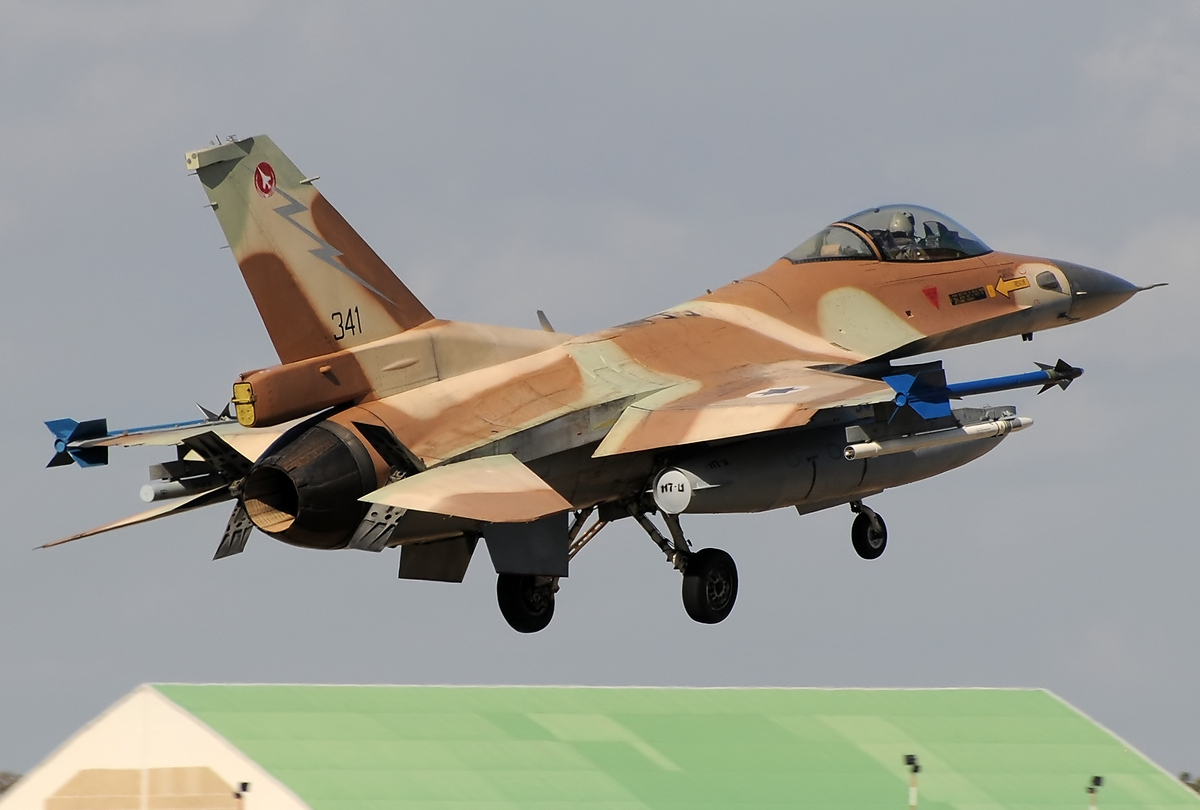
第117飛行隊のF-16C（2011年）
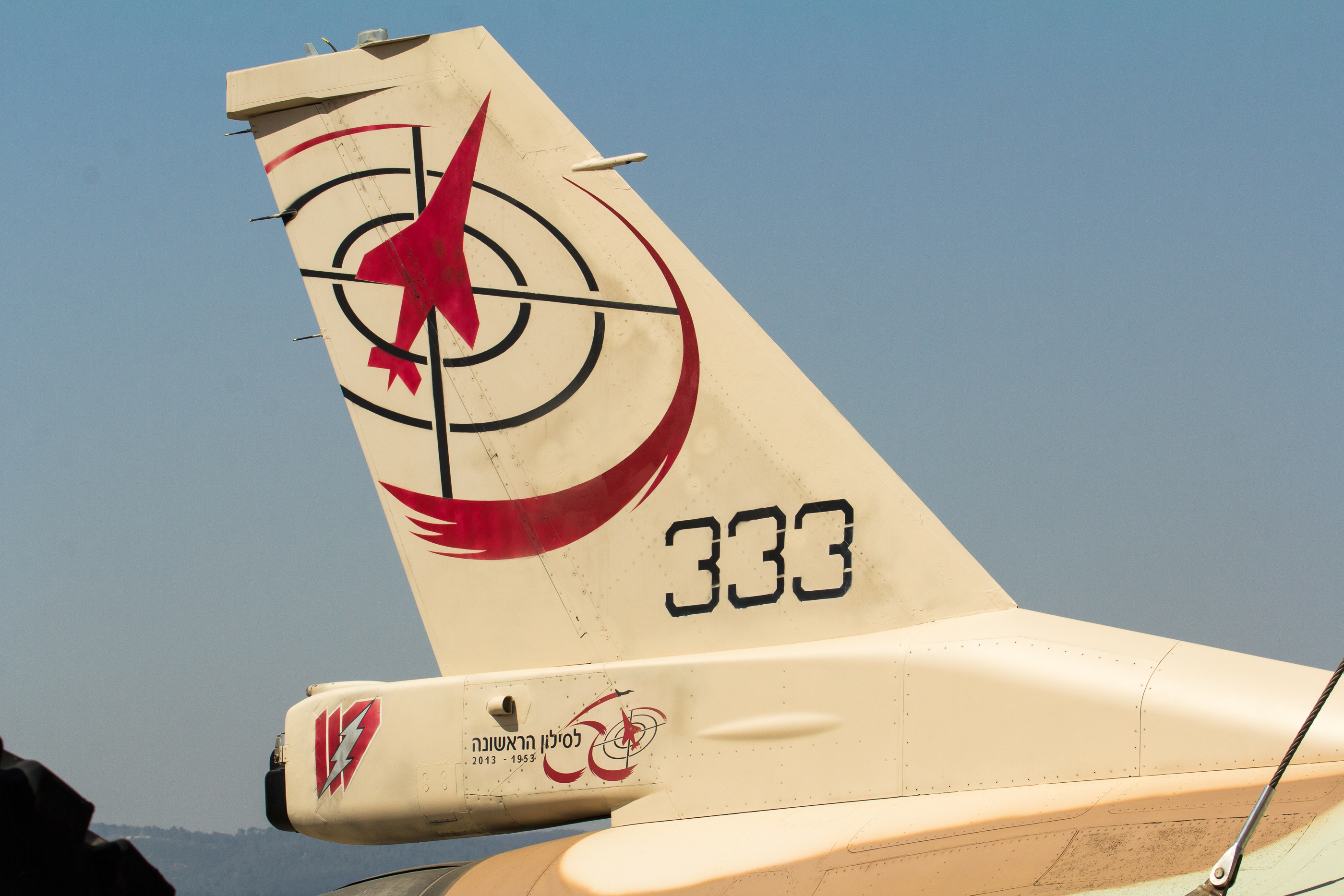
飛行隊創設60周年を記念してF-16Cの垂直尾翼に描かれたマーキング（2013年）
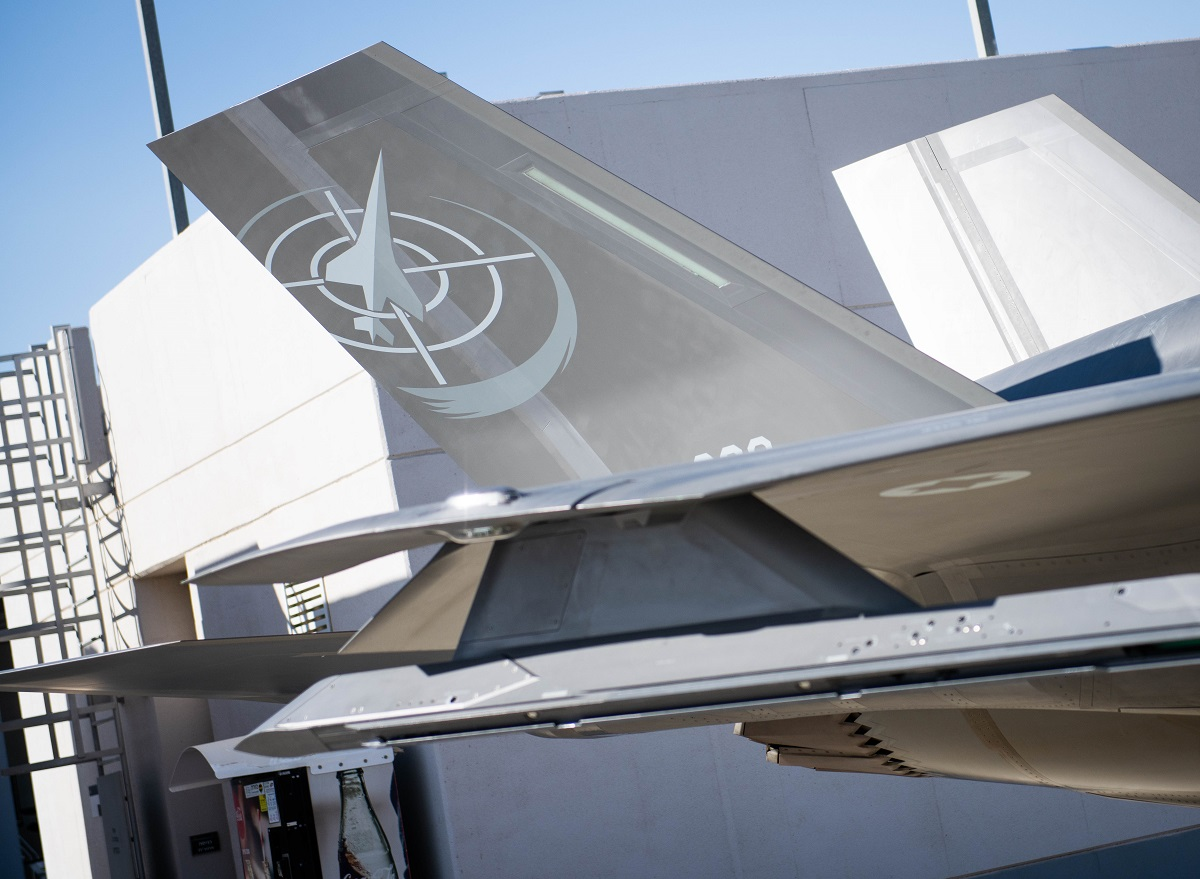
第117飛行隊のF-35Iの垂直尾翼に描かれたマーキング（2021年）